# Raphaël Lahlou
Pour les articles homonymes, voir Lahlou.
Raphaël Lahlou, né le 5 juillet 1974 à Marseille, est un écrivain et un historien français.

## Biographie

### Jeunesse et formation
Descendant de la famille Abbatucci de Zicavo en Corse du sud, il fait l'essentiel de ses études à Nice (classes préparatoires littéraires du lycée Masséna de Nice (1993-1997), et à l'Université de Nice-Sophia Antipolis (1993-1999) . Titulaire d'un DEA d'histoire et géographie de la Méditerranée, il publie depuis 2001 des études spécialisées dans de nombreuses revues savantes.

### La vie intellectuelle
Hors de diverses participations à des publications collectives, il est également l'auteur de cinq ouvrages historiques : quatre biographies ayant pour sujet Napoléon III, Lawrence d'Arabie, Alexandre Dumas père et Garibaldi et d'un essai d'histoire politico-sociale et esthétique consacré au coup d’état du 2 décembre 1851, publié en 2009. Il a reçu à deux reprises par l'Académie française, le prix Alfred Verdaguer en 2005 et le prix Mottart en 2006. Raphaël Lahlou est aussi l'auteur du chapitre sur Tilsit: dans Les dix rendez-vous qui ont changé le monde, Paris, Éditions du Cerf, 2017. Il est co-auteur de: Bonapartisme, des textes fondateurs dirigé par Thierry Choffat et David Saforcada, Cercle des Demi-solde, 2016.

### Carrière journalistique et audio-visuelle
Collaborateur régulier de la presse écrite et audiovisuelle(presse écrite, télévision, radio), Raphaël Lahlou est, entre autres, délégué de l'association historique du Souvenir Napoléonien pour la Corse, membre du jury du prix du Livre corse, et membre de plusieurs sociétés savantes, françaises et étrangères. Spécialiste de l'époque de Napoléon III il a, à ce titre, écrit deux livres à son sujet : Napoléon III ou l'obstination couronnée et Le coup d'État du 2 décembre 1851.
Depuis 2013, il est chroniqueur, conférencier, producteur et responsable d'émissions, notamment culturelles et littéraires, pour la radio RCF Radio chrétienne francophone et sa station corse : RCF Corsica, installée à Ajaccio.

## Publications

### Ouvrages
- Napoléon III ou l'obstination couronnée, première édition, 2004, Éditions Onlivre. (Prix Alfred-Verdaguer 2005 de l'Institut de France (sur proposition de l'Académie française). Deux éditions successives et augmentées : 2006 et 2008, chez Bernard Giovanangeli Éditeur, Paris.
- Lawrence d'Arabie ou l'épopée des sables, 2005, Bernard Giovanangeli Éditeur, Paris. (Sélectionné pour le prix Erwan Bergot).
- Alexandre Dumas ou le don de l'enthousiasme, 2006, même éditeur. (Prix Mottart de l'Académie française (pour l'ensemble de ses ouvrages)).
- Garibaldi ou les révolutions d'un siècle, 2007, même éditeur.
- Le coup d'État du 2 décembre 1851, collection Histoire(s) de France, même éditeur 2009.

### Ouvrages en collaboration
- L'Encyclopedia Corsicae, Éditions Dumane, Ajaccio-Bastia, 2004.
- Dictionnaire historique et des personnages de la Corse, sous la direction d'Antoine-Laurent Serpentini, Éditions Albiana.
- Correspondance générale de Napoléon 1er, Éditions Fayard, Paris, volume 4.

### Préface
- René Santoni, Les Milelli : le cabinet de travail de Bonaparte à Ajaccio, Paris, Éditions René Santoni, 2012, 128 p. (ISBN 978-2953180169)

## Récompenses et distinctions
- Prix Mottart 2006 de l’Académie française
- Prix Alfred-Verdaguer 2005 de l’Académie française